# Inocência (film 1983)
Inocência è un film del 1983 diretto da Walter Lima Jr..

## Trama
Nell'Ottocento, nelle campagne brasiliane, Inocência si innamora di Cirino, un giovane dottore ospite a casa della sua famiglia. Il medico seduce la ragazza, il cui padre disapprova.

## Produzione
Il film fu prodotto dall'Embrafilme e dalla Luiz Carlos Barreto Produções Cinematográficas.

## Distribuzione
Fu distribuito dall'Embrafilme. Negli Stati Uniti, venne presentato a Los Angeles nell'ottobre 1990.